# Campeonato Iraquiano de Futebol de 2020-21
O Campeonato Iraquiano de Futebol de 2020-21 é a 47ª edição do principal torneio de futebol do Iraque, conhecido como Premier League. É organizado pela Associação Iraquiana de Futebol e conta com 20 equipes participantes.
A temporada foi iniciada em 25 de outubro de 2020, com os jogos sendo realizados sem torcida, devido à pandemia de COVID-19. O Al-Shorta Sports Club é o time defensor do título, tendo vencido a edição de 2018-19, uma vez que a temporada 2019-20 fora cancelada.

## Equipes Participantes
| Região      | Número | Times |
| ----------- | ------ | --- |
| Baghdad     | 10     | Al-Hudood, Al-Kahrabaa, Al-Karkh, Al-Naft, Al-Quwa Al-Jawiya, Al-Shorta, Al-Sinaat Al-Kahrabaiya, Al-Talaba, Al-Zawraa e Amanat SC |
| Basra       | 2      | Al-Minaa and Naft Al-Basra |
| Najaf       | 2      | Al-Najaf and Naft Al-Wasat |
| Curdistão   | 2      | Erbil and Zakho |
| Al-Qadisiya | 1      | Al-Diwaniya |
| Maysan      | 1      | Naft Maysan |
| Babil       | 1      | Al-Qasim |
| Muthanna    | 1      | Al-Samawa |

## Premiação
| Campeonato Iraquiano de Futebol de 2020-21 |
| Iraque                                     |
| ------------------------------------------ |
| a definir Campeão (0º título)              |